# Luciano Gabriel Figueroa
Pour les articles homonymes, voir Figueroa.
Luciano Gabriel Figueroa est un footballeur argentin, né le 19 mai 1981 à Rosario. Il évolue au poste d'attaquant.

## Palmarès
- Champion olympique en 2004 avec l'Argentine olympique.
- Finaliste de la Copa América en 2004.
- Finaliste de la Coupe des confédérations en 2005.

- Vainqueur du tournoi d'ouverture du championnat d'Argentine 2008 avec Boca Juniors.
- Meilleur buteur du tournoi de clôture du championnat d'Argentine 2003 avec Rosario Central.

### Buts en sélection
| Buts en sélection de Luciano Figueroa | Buts en sélection de Luciano Figueroa | Buts en sélection de Luciano Figueroa | Buts en sélection de Luciano Figueroa | Buts en sélection de Luciano Figueroa | Buts en sélection de Luciano Figueroa | Buts en sélection de Luciano Figueroa   |
| #                                     | Date                                  | Lieu                                  | Adversaire                            | Score                                 | Résultats                             | Compétitions                            |
| ------------------------------------- | ------------------------------------- | ------------------------------------- | ------------------------------------- | ------------------------------------- | ------------------------------------- | --------------------------------------- |
| 1                                     | 13 juillet 2004                       | Piura, Pérou                          | Uruguay                               | 2-1                                   | 4-2                                   | Copa América 2004                       |
| 2                                     | 13 juillet 2004                       | Piura, Pérou                          | Uruguay                               | 4-2                                   | 4-2                                   | Copa América 2004                       |
| 3                                     | 9 octobre 2004                        | Buenos Aires, Argentine               | Uruguay                               | 3-0                                   | 4-2                                   | Éliminatoires de la Coupe du monde 2006 |
| 4                                     | 9 octobre 2004                        | Buenos Aires, Argentine               | Uruguay                               | 4-0                                   | 4-2                                   | Éliminatoires de la Coupe du monde 2006 |
| 5                                     | 26 mars 2005                          | La Paz, Bolivie                       | Bolivie                               | 1-1                                   | 2-1                                   | Éliminatoires de la Coupe du monde 2006 |
| 6                                     | 18 juin 2005                          | Nuremberg, Allemagne                  | Australie                             | 1-0                                   | 4-2                                   | Coupe des confédérations 2005           |
| 7                                     | 18 juin 2005                          | Nuremberg, Allemagne                  | Australie                             | 3-0                                   | 4-2                                   | Coupe des confédérations 2005           |
| 8                                     | 18 juin 2005                          | Nuremberg, Allemagne                  | Australie                             | 4-2                                   | 4-2                                   | Coupe des confédérations 2005           |
| 9                                     | 26 juin 2005                          | Hanovre, Allemagne                    | Mexique                               | 1-1                                   | 1-1 a.p. 6-5 t.a.b.                   | Coupe des confédérations 2005           |